# Blueprint 2.1
Blueprint 2.1 è una compilation del rapper statunitense Jay-Z, pubblicata nel 2003 da Roc-A-Fella e Def Jam a distanza di quattro mesi da The Blueprint 2, dal quale raccoglie metà tracce.
| Recensione | Giudizio |
| ---------- | -------- |
| AllMusic   | [ 1 ]    |
| RapReviews | [ 2 ]    |

## Tracce
1. A Dream (featuring The Notorious B.I.G. & Faith Evans) – 4:12 – Kanye West
2. Hovi Baby – 4:21 – Just Blaze
3. The Watcher 2 (featuring Dr. Dre, Rakim & Truth Hurts) – 5:55 – Scott Storch, Dr. Dre
4. '03 Bonnie & Clyde (featuring Beyoncé) – 3:25 – Kanye West
5. Excuse Me Miss – 4:41 – The Neptunes
6. All Around the World (featuring LaToiya Williams) – 3:52 – No I.D.
7. Guns & Roses (featuring Lenny Kravitz) – 4:26 – Heavy D
8. U Don't Know (Remix) (featuring M.O.P.) – 4:27 – Just Blaze
9. Meet the Parents – 4:59 – Just Blaze
10. Some How Some Way (featuring Scarface & Beanie Sigel) – 5:37 – Just Blaze
11. The Bounce (featuring Kanye West) – 4:18 – Timbaland

Tracce bonus
1. What They Gonna Do, Part II – 3:47 – Darrell "Digga" Branch
2. La-La-La (Excuse Me Miss Again) – 4:41 – The Neptunes
3. Stop – 2:53 – Swizz Beatz
4. Beware of the Boys (Jay-Z Remix) – 3:42 – Punjabi MC
5. Blueprint2 – 2:39 – Charlemagne
6. Bitches & Sisters – 2:39 – Just Blaze

## Classifiche settimanali
| Classifica (2003)         | Posizione massima |
| ------------------------- | ----------------- |
| Stati Uniti               | 17                |
| US Top R&B/Hip-Hop Albums | 6                 |